# Театр Джеймса Бёрбеджа
Театр был Елизаветинской театральной постройкой в Шордиче (на Кёртейн-роуд, части современного лондонского района Хакни), недалеко от лондонского Сити. Это был первый постоянный театр в Англии. Он был построен в 1576 г. после театра "Красный Лев" и стал первым успешным театральным проектом. Театр считается первым театром, построенным в Лондоне с целью театральных постановок. Театр построен актёром-менеджером проекта Джеймсом Бёрбеджем,неподалёку от семейного дома на Холивелл-стрит. Историю театра составляет и ряд важных актёрских трупп, в том числе «Слуги лорда-камергера», где Шекспир был задействован и в качестве актёра и в качестве драматурга. После спора с домовладельцем театр был разобран, а строительные материалы были использованы для строительства театра «Глобус» в Бэнксайде.

## История
Мэр и корпорация Лондона запретили пьесы в 1572 г. в качестве меры против чумы, не желая собирать вместе толпы незнакомых людей. В 1575 г. они официально изгнали всех актёров из города. Это стало побудительным мотивом строительства театров за пределами лондонской юрисдикции, в Шордиче, а затем в Клинк, а также в Ньюингтон-Баттс рядом с известным развлекательным районом Сент-Джордж-Филдс в сельской местности Суррея. Театр был построен в 1576 г. Джеймсом Бёрбеджем в сотрудничестве с его шурином, Джоном Брейном (владельцем «Красного льва») на территории, первоначально бывшей территорией распущенного монастыря Холливелл. Брейн ссудил Бербеджу деньги, необходимые для строительства Театра, а взамен Брейн получил часть прибыли и стал владельцем части имущества (Бёрбедж женился на дочери Брейна Эллен в 1575 г.) Театр находился в Шордиче, за северной границей лондонского Сити и вне юрисдикции гражданских властей, часто выступавших против театра. Этот район в «пригороде греха» (suburbs of sin) был известен развратным поведением, публичными домами и игорными домами. Год спустя поблизости был построен театр «Занавеска», что и сделало район первым театральным и развлекательным районом Лондона. «Когда Бёрбедж и Брейн заложили Театр, то Брейн совсем недавно разрешил очередной спор с одним из своих шуринов из-за другой денежной суммы». Брейн и Бёрбедж никогда не подписывали контракта, что в конечном итоге и привело ко многим ссорам относительно того, кто сколько потратил на открытие Театра.
На протяжении всего строительства Театра Бёрбедж и Брейн постоянно были в долгу друг у друга. И для того, чтобы исправить это положение они придумывали схемы, чтобы здание Театра продолжало функционировать. Джон Хинд был одним из кредиторов строительства Театра, однако о нём почти ничего не известно, кроме того, что между ним и Бёрбеджем/Брейном также был контракт, по которому он подбирал для них актёров. Одна из их схем состояла в том, что они будут ставить спектакли в Театре, пока тот ещё строится, для того чтобы скопить деньги на дальнейшее строительство.
Хотя сын Бербёджа потом объявит Театр первым постоянным театром в лондонском пригороде, но, вероятно, это был не первый постоянный театр, принимавший лондонцев. Театр Ньюингтон Баттс, по-видимому, был построен ещё в 1575 г., актёр Джером Сэвидж возобновил аренду этого места 25 марта 1576 г., за 3 недели до аренды Бёрбеджа в Шордиче.
Дизайн Театра, возможно, был адаптирован из модели постоялых дворов, служивших игровыми площадками для актёров и / или ямами для травли медведей. Здание представляло собой многоугольное деревянное здание с 3 галереями, окружавшими открытый двор. С одной стороны полигона протягивалась открытая сцена. Говорят, что строительство театра обошлось в 700 фунтов стерлингов, что для того времени являлось значительной суммой.
Открытый двор перед сценой был вымощен булыжником и имел стоячие места для тех, кто мог заплатить один пенни. За ещё один пенни посетителей пускали в галереи, где те могли либо постоять, либо, за ещё один пенни, приобрести табуретку. Одна из галерей, хотя источники и не указывают, какая именно, была разделена на небольшие отсеки, которыми могли пользоваться богатые люди и аристократы. Театр представлял собой деревянное здание с черепичной крышей; другими материалами, использовавшимися для строительства театра, были кирпич, песок, известь, свинец и железо. Из-за отсутствия документов о внешнем виде театра мало что известно, но его называют «амфитеатром».
Театр открылся осенью 1576 г., возможно, как место для выступления «Труппы Лестера», актёрской труппы Роберта Дадли, 1-го графа Лестера, членом которой был Джеймс Бёрбедж. В 1580-х годах здесь поселились и «Слуги адмирала», членом которых был сын Джеймса Бёрбеджа, Ричард. После разногласий между труппой и молодым Бёрбеджем большая часть труппы ушла в Театр Роза, которым руководил Филип Хенслоу.
В 1594 г. Ричард Бёрбедж стал главным актёром «Слуг лорда-камергера», выступавших в Театре до 1597 г. Поэт, драматург и актёр Уильям Шекспир тоже работал в этой труппе, и премьера некоторых ранних его пьес состоялась в Театре. "На Рождество 1594 года [Ричарда] с двумя другими членами его труппы, Уильямом Кемпом и Уильямом Шекспиром вызвали выступить перед королевой в Гринвичском дворце… Затем последовали многочисленные выступления перед королевой Елизаветой, и Шекспир, несомненно, часто сопровождал Бёрбеджа во многих последующих профессиональных визитах в тот или иной королевский дворец. Самая известная роль Ричарда, его тёзка, — роль Ричарда в шекспировском «Ричарде III». После того как Бёрбеджи лишили Театр его стройматериалов для того чтобы построить «Глобус», многие пьесы Шекспира были инсценированы в знаменитом театре летом, а дом Блэкфрайарс, ещё один из театров Бёрбеджа, использовался в качестве зимнего театра.
К концу 1596 г. возникли проблемы с домовладельцем Джайлсом Алленом. В итоге, в 1597 г. труппа лорда-камергера была вынуждена перестать играть в Театре и перебраться в соседний Театр Занавес. Аренда была предоставлена Ричарду Бёрбеджу и его брату Катберту Бёрбеджу после смерти их отца. Арендный договор, который покойный Джеймс Бёрбедж получил от Аллена в 1576 г., должен был длиться всего 20 лет, но когда настал этот день, то в 1596 г. Аллен "постановил, что театр должен использоваться только для театральных целей в течение следующих 5 лет. Это условие было оспорено Бёрбеджем, и он и его сыновья начали беспокоящий судебный процесс с Алленом. Но прежде чем спор зашёл далеко, Бёрбедж умер (весной 1597 г.), и дело продолжили его сыновья Ричард и Катберт. Вид заброшенного Театра вдохновил одного второразрядного сатирика на такие строки:

...But see yonder,

One like the unfrequented Theatre

Walks in dark silence and vast solitude.— Edward Guilpin, Skialetheia, 1598
Вдова Брэйна, Маргарет Брейн, и бывший деловой партнёр Роберт Майлз подали иск против Бёрбеджей после смерти Брэйна в 1586 г. Когда Брейн скончался, Бёрбеджи прекратили выплаты Маргарет по их долгу. Когда они подали иск, Маргарет и Роберт появились в Театре, требуя половину всего, что находилось внутри театра — несогласный Ричард Бёрбедж физически напал на Роберта Майлза, а Роберт и Маргарет ушли с пустыми руками. Однако это был не конец, поскольку Майлз пытался обвинить Бёрбеджей в ещё 2 судебных процессах, оба из которых закончились неудачей. «Прежние споры Театра сменились новыми тяжбами Алленов — первоначальных владельцев, когда Бёрбеджи разобрали Театр и перестроили его под Глобус». На момент смерти Маргарет Брейн всё ещё шли судебные процессы, которые не были урегулированы, и в своей последней воле и завещании она оставила все свои предполагаемые выигранные деньги Роберту Майлзу.
Хотя Джайлз Аллен и был домовладельцем, Джон Хайд (John Hyde) на законных основаниях владел арендой Театра и вернул аренду Ричарду и Катберту Бёрбеджу и Маргарет Брейн на сумму 30 фунтов стерлингов. Затем Катберт отправился к Уолтеру Коупу, доверенному бизнесмену, и попросил Коупа спросить Хайда, может ли Катберт сразу выплатить аренду и владеть им сам. Катберт заплатил, и теперь он полностью владел арендой, в конечном итоге потеснив Маргарет Брейн из бизнеса. Они оправдывали это словами, что теперь, когда договор аренды был заключен на имя Катберта, а не на имя Джеймса, Джон Брейн уже не имел дел с Театром, как, следовательно, и Маргарет Брейн.
Такое положение дел вынудило братьев Бёрбедж принять решительные меры для того чтобы спасти свои вложения. Вопреки домовладельцу и при помощи своего друга и финансового спонсора Уильяма Смита, главного плотника Питера Стрита и 10 или 12 рабочих они разобрали театр в ночь на 28 декабря 1598 г. и перенесли его по частям во двор Стрита неподалёку от Брайдуэлла. С наступлением более благоприятной погоды следующей весной материалы были переправлены через Темзу для реконструкции театра уже как «Глобуса». Затем, в январе 1599 г., Джайлз Аллен подал в суд на Питера Стрита за вторжение в собственность Театра, заявив, что Стрит не имел права демонтировать Театр и перемещать его материалы. Он также пытался подать в суд и на Катберта и Ричарда Бёрбеджа за незаконное проникновение.

### Археологические исследования
В августе 2008 г. археологи Лондонского музея, проводившие раскопки в Нью-Инн Бродвей, Шордич, объявили, что нашли фундамент многоугольной структуры, которая, по их мнению, и является остатками северо-восточного угла Театра. Театр и причастность Шекспира к нему отмечены 2 мемориальными досками на 86-90 Curtain Road, в здании на углу New Inn Yard, в настоящее время занимаемом офисом Foxtons. Остатки театра внесены в список памятников архитектуры.